# Produit intérieur brut du Japon
 (février 2010).
Le Produit intérieur brut du Japon est, en 2008, le deuxième PIB au monde après celui des États-Unis et le troisième ajusté en parité de pouvoir d'achat. Le PIB du Japon est environ trois fois moindre que celui des États-Unis. La croissance annuelle du PIB réel était de 10,1 % dans les années 1960, de 4,4 % dans les années 1970, et d'environ 4 % dans les années 1980.
Le PIB s'élevait à 5 145 milliards d'euros en 2000.
La croissance du PIB s'élevait à 1,6 % en 1995, 3,5 % en 1996, 1,8 % en 1997, -1,1 % en 1998, 0,8 % en  1999 et 1,5 % en 2000.
En juin 2003, la banque Mizuho prévoyait une croissance nominale de -2,7 % pour les années fiscales 2003 et 2004, et de -0,3 % et 0,6 % pour ces deux années en termes réels.
La dette s'élève à environ 140 % du PIB (2002). Le déficit s'élevait, en 2001 à 8,1 % du PIB.
Le pays a connu deux récessions au début du XXIe siècle : l'une en 2001, qui était liée à l'éclatement de la bulle internet, l'autre en 2008 dans le contexte de la crise financière mondiale.

## PIB par année
Statistiques du gouvernement
PIB nominal, par année fiscale (entre parenthèses le taux de croissance réel) :
- 1983 : 1 222,098 milliards de dollars (2,3 %)
- 1984 : 1 269,052 milliards de dollars (3,9 %)
- 1985 : 1 516,336 milliards de dollars (4,4 %)
- 1986 : 2 161,611 milliards de dollars (2,9 %)
- 1987 : 2 627,707 milliards de dollars (4,2 %)
- 1988 : 3 027,452 milliards de dollars (6,2 %)
- 1989 : 2 918,849 milliards de dollars (4,8 %)
- 1990 : 3 215,284 milliards de dollars (5,1 %)
- 1991 : 3 572,787 milliards de dollars (3,8 %)
- 1992 : 3 877,67 milliards de dollars (1,0 %)
- 1993 : 4 522,227 milliards de dollars (0,3 %)
- 1994 : 4 954,40 milliards de dollars (0,6 %)
- 1995 : 5 226,71 milliards de dollars (1,5 %)
- 1996 : 4 579,191 milliards de dollars (5,0 %)
- 1997 : 4 245,35 milliards de dollars (1,6 %)
- 1998 : 4 045,09 milliards de dollars (-2,5 %)
- 1999 : 4 635,58 milliards de dollars (0,2 %)
- 2000 : 4 647,60 milliards de dollars
- 2001 : 4 166,7 milliards de dollars
- 2002 : (1,5 % en croissance réelle et -0,7 % en croissance nominale)

## Croissance du PIB
- 1999 : 0,0 % (Morgan Stanley)
- 2000 : 3,5 % (Morgan Stanley)

## PIB réel par année en yens
Statistiques du gouvernement
- 1996 : 515,786 milliards de yens
- 1997 : 525,243 milliards de yens
- 1998 : 519,323 milliards de yens
- 1999 : 519,835 milliards de yens
- 2000 : 534,411 milliards de yens
- 2001 : 536,612 milliards de yens
- 2002 : 537,789 milliards de yens